# 徳地町営バス

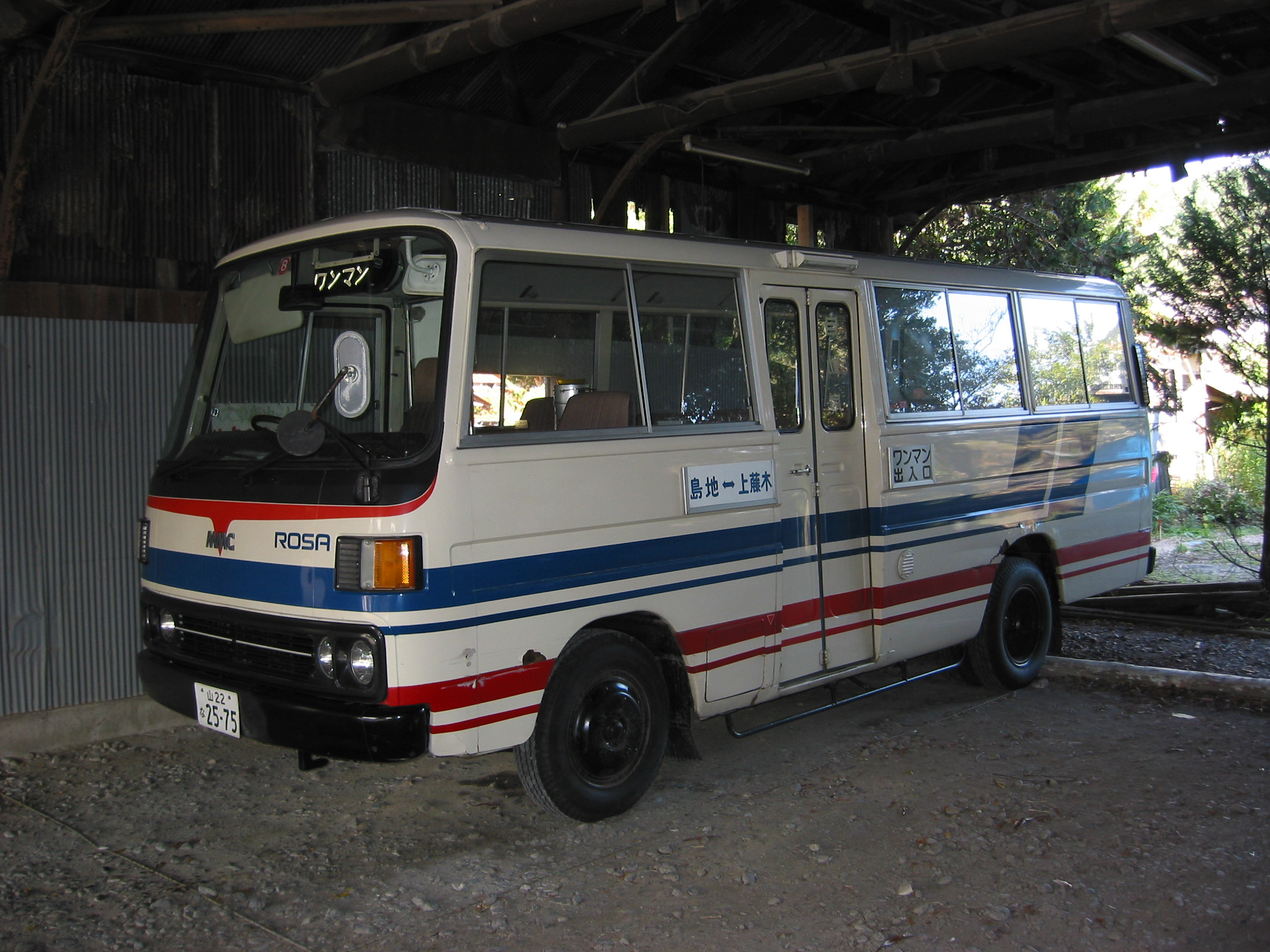
徳地町営バスの車両（2003年）

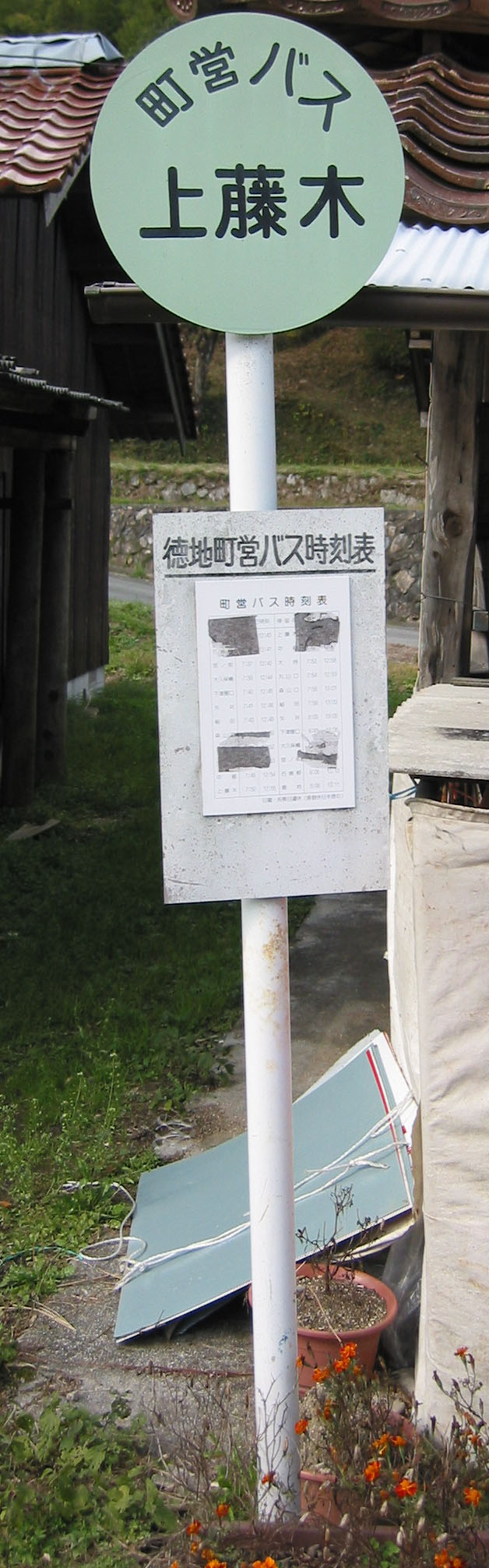
徳地町営バスのバス停（2003年）

徳地町営バス（とくぢちょうえいバス）は、山口県佐波郡徳地町がかつて運行していた自治体バス（廃止代替バス）である。
運行形態は、道路運送法の規定に基づく自家用自動車（白ナンバー車）による有償運送であった。

## 概要
- 民間路線バスの廃止による住民交通の確保のため運行開始した[1]。
- 日曜・祝祭日は運休だった[1]。

## 沿革
- 1984年9月1日 - 徳地町営バス運行開始[1]。
- 2004年10月 - 生活バスへ移行、防長交通への運行委託による21条バス化[2]。
- 2005年10月1日 - 徳地町が山口市および吉敷郡3町（小郡町・秋穂町・阿知須町）と新設合併し、新たに山口市となり消滅。

## 路線
以下の路線があった（2003年頃の情報、全バス停記載）。
島地 - 上藤木線
- 島地 - 石曽根 - 宮ノ前 - 大久保橋 - 下津屋口 - 矢井 - 細田 - 森山口 - 丸山口 - 大持 - 中郷 - 上藤木（5.3 km）

## 車両
- 三菱ふそう・ローザ1台を使用していた。